# Guillaumes
Guillaumes (in italiano, in passato, Guglielmi) è un comune francese di 707 abitanti situato nel dipartimento delle Alpi Marittime nella regione Provenza-Alpi-Costa Azzurra. I suoi abitanti sono detti Guillaumois.

## Geografia fisica
Il villaggio si trova alla confluenza del fiume Varo e del torrente Tuebi, dominato da uno sperone roccioso sul quale si trovano le rovine d'un antico castello.
Una parte del comprensorio sciistico della stazione di Valberg, esattamente le piste del Vasson e di Barzès, si trova sul territorio del comune di Guillaumes.
Il paese costituisce la porta d'entrata della valle d'Entraunes e del Parco nazionale del Mercantour, che geograficamente, anch'esso per intero, alla regione fisica italiana.

## Storia
Il territorio ha fatto parte della Liguria sotto l'Impero Romano, nel Regno longobardo e nel Regnum Italiae formatosi con Carlo Magno.

### Epoca moderna
Fra il XIII e XIV secolo cadde più volte sotto il dominio dei conti di Provenza, per poi passare ai re di Francia.
Francesco I di Francia accordò a Guillaumes il titolo di città reale.
Borgo molto isolato ai confini del reame, Guillaumes fu meglio collegata al resto della Francia a partire dal 1674, allorquando il vescovo d'Entrevaux Jean Dominique Ithier instaurò un servizio postale bimensile con Aix-en-Provence, per mezzo di muli, che serviva sia Annot che Guillaumes.
Il 22 agosto 1682 il villaggio venne distrutto parzialmente da un incendio.
Dal 1700 al 1706 nuove fortificazioni furono realizzate dal Vauban, che soggiornò due volte a Guillaumes per stabilirne i piani.
Nel 1734 degli ingegneri militari visitarono le fortificazioni del sud-est della Francia e passarono per Guillaumes, giudicando la "piazza" inattaccabile.
Dal 4 luglio all'8 luglio 1744, le truppe franco-spagnole che dovevano attaccare Entraunes e Saint-Martin-d'Entraunes stazionarono nel paese.
Nel 1748, dopo il trattato di Aquisgrana, Luigi XV di Francia ridusse la guarnigione di Guillaumes a due compagnie d'invalidi e poi ad una sola.
Gli "invalidi" erano dei soldati che, essendo stati feriti, e perciò divenuti meno validi, erano destinati alla difesa delle "piazze militari".
Nel 1760 la piazza militare francese venne smantellata in seguito ai trattati del 24 marzo, che rettificavano le frontiere tra i regni di Luigi XV e di Carlo Emanuele III di Savoia e Guillaumes, divenuta "Guglielmi" venne ceduta dalla Francia al Regno di Sardegna.
Il castello fu smantellato, malgrado la rivolta dei suoi abitanti.
Le truppe francesi lasciarono la cittadina il 10 ottobre 1760 ed il commissario sardo ne prese possesso il 20 ottobre.

### XIX secolo
I trattati di Parigi del 1814 e 1815 rimisero, dopo la Rivoluzione francese ed il periodo napoleonico, Guillames e la Contea di Nizza sotto la sovranità del Regno di Sardegna e Gjillames restò capoluogo di mandamento.
Nel 1845 Carlo Alberto di Savoia, re di Sardegna, fece arginare la riva sinistra del Varo per proteggerla dalle esondazioni delle piene.
Dopo il breve ritorno sotto la sovranità sardo-piemontese, nel 1860 il comune di Guillaumes, come la contea di Nizza, fu riunito alla Francia, a seguito del referendum del 24 marzo 1860.
Per l'effetto quindi degli accordi franco-piemontesi tra Vittorio Emanuele II, re di Sardegna, il suo primo ministro Cavour e l'imperatore dei Francesi, Guillaumes passò definitivamente alla Francia.

### XX secolo
Nel 1902, Louis Payany costruì una piccola officina idroelettrica per alimentare il villaggio con la corrente elettrica, che venne nazionalizzata nel 1952 per essere sfruttata da Électricité de France.
Nel febbraio 1904 ebbe inizio l'indagine d'utilità pubblica per la costruzione d'una rete di tranvie dipartimentali, comprendente la linea dell'«alto Varo», che collegasse il ponte di Gueydan a Guillaumes, in raccordo con la linea ferroviaria da Nizza a Digne.
La costruzione della linea tranviaria dell'Alto Varo, come tratta locale della più grande "Tranvia delle Alpi Marittime", della lunghezza di poco più di 19 km, incominciò nel 1910.
I lavori di terrazzamento della piattaforma, che seguiva la strada, terminarono nel 1914. La posa della "via metrica" venne portata a compimento nel 1915.
Il superamento del valico delle gole di Daluis necessitò della perforazione o traforo di gallerie, che sono al giorno d'oggi utilizzate come tunnel stradali. All'entrata a monte delle gole si trova il ponte della "Mariée", di 58 metri d'apertura, che permette alla tranvia di superare la valle del Varo e di raggiungere Guillaumes dalla riva sinistra, dove si ricongiunge con la strada nazionale (route nationale RN n° 202) al Pont des Roberts.
La tranvia dell'Alto Varo venne inaugurata il 29 luglio 1923, dopo le prove di apertura che vennero fatte il 16 luglio.
Erano previste tre corse andata e ritorno giornaliere in inverno e quattro in estate, ma tale ritmo non venne mai raggiunto, e non se ne ebbero più di due al dì.
La durata d'un viaggio "Pont de Gueydan-Guillaumes" era di 1 ora e 25 minuti
La gestione della linea si mostrò subito deficitaria: nel 1925 gliincassi furono di 60.000 franchi, a fronte di costi per 132.000.
La linea venne interrotta da alcuni smottamenti di terreno nell'ottobre 1928 ed entrò allora in declino.
Il 16 maggio 1929, dinanzi a spese importanti necessarie per il mantenimento della linea, il suo impiego venne interrotto, appena sei anni dopo l'inaugurazione, e la linea tranviaria fu declassata, con la conseguenza che il materiale venbe poi utilizzato sulla linea del fiume Tinea a partire dal 2 aprile 1932.
Guillaumes fu il primo comune del dipartimento delle Alpi Marittime ad essere liberato dalle Forze Francesi dell'Interno (F.F.I.) il 14 luglio 1944.
Il 4 novembre ed il 5 novembre 1994 le piene del Varo minacciarono di nuovo il villaggio ed il paese è ora classificato come zona a rischio di disastro ambientale.

## Società

### Evoluzione demografica
Abitanti censiti

## Araldica
Lo stemma del comune di Guillaumes è un blasone partito: all'1) d'azzurro alla lettera G capitale d'argento sormontata d'un fiore di giglio d'oro, al 2) d'oro ai tre pali di rosso fauci.